# François Caret
Pour les articles homonymes, voir Caret.
François Toussaint d'Assise Caret (Miniac-sous-Bécherel, 4 juillet 1802-Rikitea, 26 octobre 1844), est un missionnaire catholique français de la Congrégation de Picpus. Il est préfet apostolique de l'Océanie du Sud.

## Biographie
Il était déjà prêtre lorsqu'il entra chez les Picpus en 1829. En février 1834, il accompagne le Père Honoré Laval à Valparaiso. Les deux hommes partent ensuite pour l'archipel des Gambiers où ils arrivent le 8 août. Ils y fondent une mission.
En février 1836, ils joignent le Royaume de Tahiti où le consul Jacques-Antoine Moerenhout leur fournit le logement mais le missionnaire britannique George Pritchard obtient leur expulsion. Déportés de force avec un charpentier qui les accompagnait en novembre, les trois hommes retournent aux Gambiers. Le ministère français des Affaires étrangères considère alors leur éviction comme un acte de violence injustifié.
En 1837, Caret revient en France pour y chercher des ressources supplémentaires et le 30 mai 1838, avec quatre autres prêtres, deux catéchistes, et une cargaison de vêtements, il embarque à Bordeaux sur la Zelima. Il atteint Valparaiso puis, à bord de L'Aigle, rejoint Akamaru où il arrive le 20 décembre.
En compagnie d'Étienne Rouchouze, il gagne les Marquises le 3 février 1839 mais leurs efforts rencontrent peu de succès. Caret est alors nommé en 1840 comme préfet apostolique de l'Océanie du Sud en succession de Chrysostome Liausu (en).
En décembre 1841, Caret est à Papeete et y contracte la variole lors d'une épidémie. Les efforts qui visent alors à établir une mission à Tahiti sont entravés par le gouvernement. À l'automne 1842, Caret construit une maison en brique séchée, celle qu'Herman Melville visite la même année mais qui brûle le soir du 30 juin 1844. Caret est alors convaincu que la cause est un incendie criminel. La petite chapelle voisine est également détruite ainsi que ses manuscrits sur la langue de Tahiti et des Marquises, un catéchisme, des prières et un dictionnaire de langue tahitienne que Caret préparait.
Karl Rensch souligne les difficultés linguistiques. Lorsque Caret a cherché à expliquer la Trinité, en disant qu'il y a un seul Dieu, (mais) qu'il y a trois personnes en Dieu, il a dit : « E atua ko tahi noti - E tora mea atua ». Le peuple a compris cela comme « Il y a un (grand) Dieu - il y a trois petits dieux ». Comme ils y voyaient une référence aux trois archanges, cela n'a apparemment pas entravé leur conversion.
François Caret meurt brutalement à Rikitea, de la tuberculose le 26 octobre 1844 dans sa quarante-deuxième année alors qu'il préparait son retour en France. Il est inhumé dans la crypte devant l'autel à la cathédrale Saint-Michel de Rikitea.